# IX (Bulldozer)
IX è un album dei Bulldozer pubblicato nel 1987.

## Tracce
1. IX (The 9th Circle) – 3:37
2. Desert! – 4:30
3. Ilona the Very Best – 2:41
4. Misogynists – 3:37
5. Heaven's Jail – 2:48
6. Rob "Klister" – 2:00
7. The Derby – 4:02
8. No-Way – 2:59
9. The Vision Never Fades – 4:48

Traccia bonus ristampa Metal Mind Productions (2007)
1. The Derby – 5:05 – (AC Wild + Labyrinth) - Live in Tokyo 2006